# Escola de Alexandria

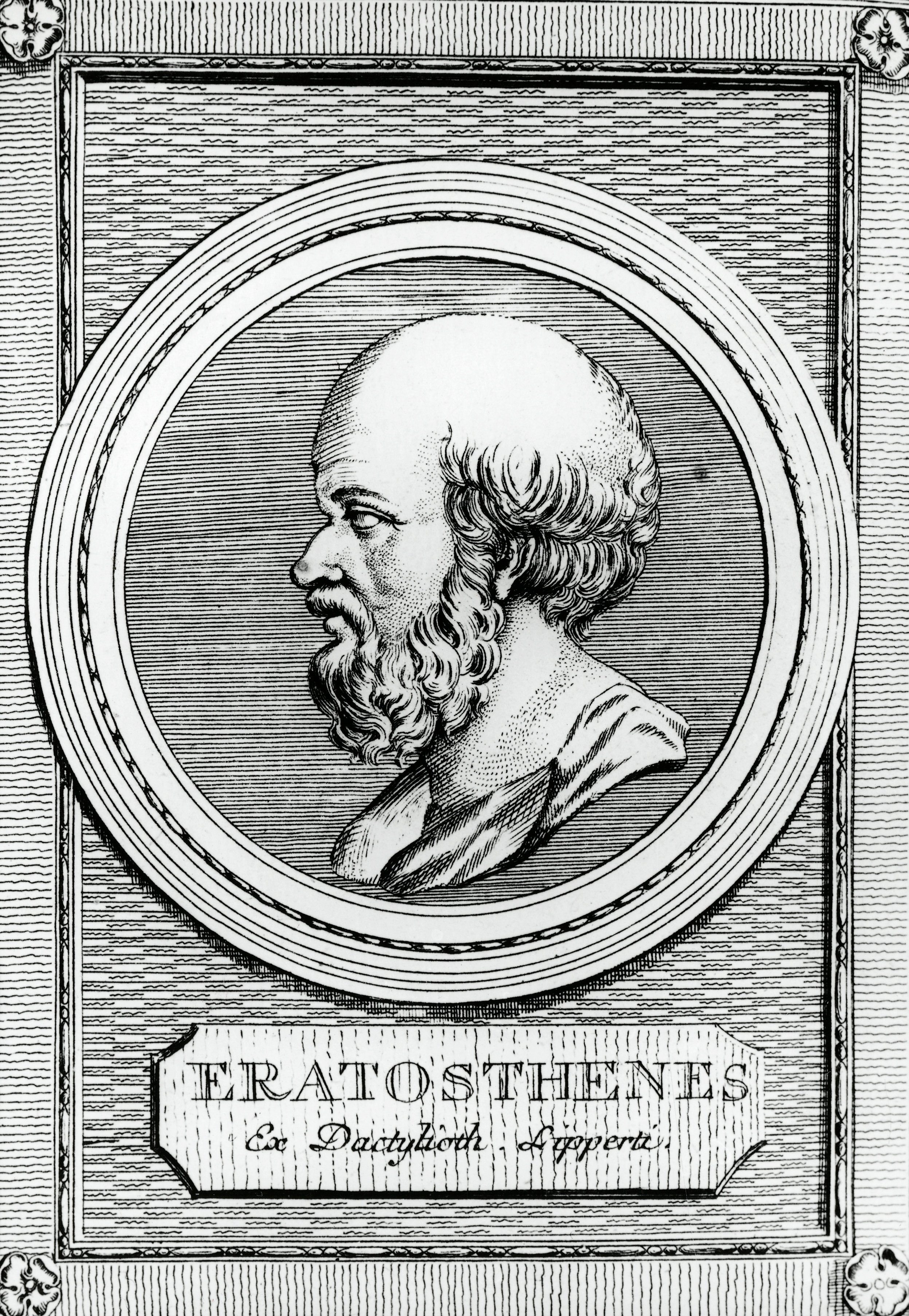
Eratóstenes de Cirene

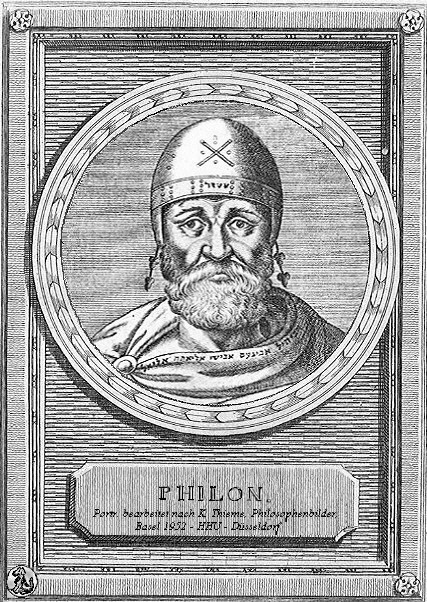
Fílon, o Judeu

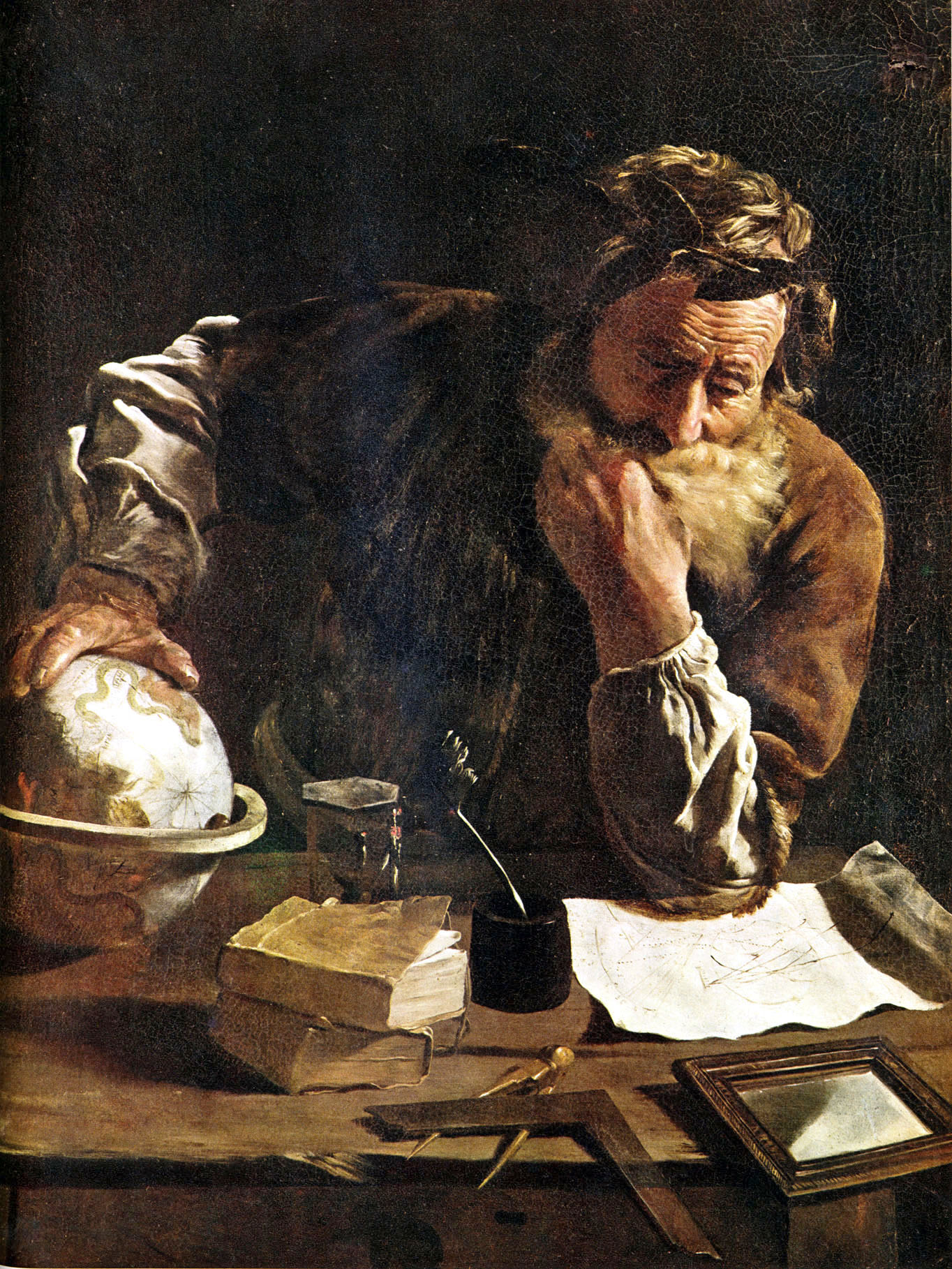
Arquimedes

A Escola de Alexandria foi de uma instituição qualificada a uma designação coletiva para certas tendências em literatura, filosofia, medicina e nas ciências que se desenvolveram no centro cultural helenístico de Alexandria, no Egito, durante os períodos helenístico e romano. Ali surgiriam grandes nomes lembrados e referenciados, como por exemplo: Apolônio de Perga - matemático; Aristarco de Samos - matemático, astrônomo e inventor; Aristarco da Samotrácia - gramático e crítico literário; Arquimedes - matemático e mecânico; Conon de Samos - matemático e astrônomo; Dionísio da Trácia - gramático; Erasístrato - médico; Eratóstenes - filósofo, historiador, geógrafo, poeta, crítico teatral, matemático e astrônomo; Euclides - geômetra; Herófilo - fisiólogo e médico; Herón - matemático e físico; Hesíquio de Alexandria - gramático; Hiparco - astrônomo e astrólogo; Ptolomeu - astrônomo e astrólogo.

## Formação
Na época, Alexandria era um centro notável de aprendizagem, devido à mistura de influências gregas e orientais, sua localização favorável, seus recursos comerciais, e aos governantes egípcios da dinastia ptolemaica. Muitos destes trabalhos acadêmicos foram desenvolvidos na grande Biblioteca de Alexandria. Uma vasta parcela de poesia épica, bem como as obras sobre geografia, história, matemática, astronomia e medicina foram compostas durante esse período.
O nome da Escola de Alexandria também é usado para descrever os acontecimentos religiosos e filosóficos em Alexandria após o século I. A combinação de teologia judaica e filosofia grega levou a uma mistura sincrética, notadamente mística e, ao mesmo tempo, especulativa. Os neoplatônicos dedicaram-se a examinar a natureza da alma, e procuraram a comunhão com Deus, o divinal ou o Logos. As grandes escolas de interpretação bíblica no início da igreja cristã incorporaram o neoplatonismo e convicções filosóficas de Platão aos ensinamentos cristãos, interpretando grande parte da Bíblia alegoricamente. Dentre os fundadores da escola cristã de Alexandria, estavam os teólogos Clemente e Orígenes. Assim a chamada escola Alexandrina ou '"Filosofia de Alexandria"' se derivou, se alastrou e, por fim, se compôs de diversas correntes do conhecimento, por exemplo:
- A filosofia judaica helenística, cujo principal representante é Fílon de Alexandria;
- O gnosticismo de Alexandria e as várias correntes herméticas (ver Hermes Trismegisto);
- O neoplatonismo, cujo mais proeminente representante foi Plotino;
- O gnosticismo cristão, cujos representantes mais importantes foram Clemente de Alexandria e Orígenes;
- O neoplatonismo tardio do cenário histórico erudito.

## História
A cidade de Alexandria foi fundada por Alexandre o Grande no momento em que a Grécia, ao perder a sua independência nacional, perdeu também a sua supremacia intelectual, foi bem adaptada para se tornar o novo centro de atividade do mundo e do pensamento. A sua situação era propícia para estabelecer toda sorte de relações comerciais com todas as nações situadas ao redor do Mediterrâneo, e ao mesmo tempo era o único canal de comunicação com a riqueza e a civilização do Oriente. As vantagens naturais de que beneficiava foram aumentados enorme e cuidadosamente pelos soberanos do Egito. Ptolomeu I Sóter (323–285 a.C.), cognominado o Salvador, um general de Alexandre, fundador da dinastia ptolemaica e que reinou sobre o Egito, após a morte deste, começou a desenhar em torno dele um círculo grego eminente na literatura e filosofia. Para estes, ele deu ajuda para que realizassem o seu trabalho. Sob a inspiração de seu amigo Demétrio de Falero, o orador ateniense estadista e filósofo, Ptolomeu estabeleceu as bases da grande Biblioteca de Alexandria e promoveu a busca de todas as obras escritas, o que resultou em uma coleção que o mundo raramente viu. Ele também construiu o Museu, em que, mantido pelo Estado, os estudiosos pudessem estudar, ensinar e residir. O Museu, ou Academia de Ciências, foi em muitos aspectos, não ao contrário de uma universidade moderna. O trabalho iniciado por Ptolomeu Sóter foi prosseguido por seus descendentes, em especial por seus dois sucessores imediatos, Ptolomeu II Filadelfo ( 285 - 247 ) e Ptolemeu III Evérgeta I (247 -222). Ptolemeu II, cognominado o ”Que ama a irmã” e, cujo bibliotecário foi o renomado poeta Calímaco de Cirene, comprou a coleção toda de Aristóteles de livros, e também introduziu uma série de obras judias e egípcias. Entre estes parece ter sido uma porção da Septuaginta. Ptolomeu III, cognominado ”o Benfeitor”, representou o auge do poder da dinastia ptolemaica. Ele, além de grande estadista, aumentou a biblioteca, aproveitando as edições originais dos dramaturgos atenienses, e obrigando a todos os viajantes que chegassem à Alexandria a que deixassem uma cópia de qualquer trabalho que estes possuíssem.
Este movimento intelectual estendido ao longo de um extenso lapso de tempo, pode ser dividido em dois períodos. O primeiro período estende-se desde cerca de 306−30 a.C., ou seja, desde a fundação da dinastia ptolemaica à conquista pelos romanos, a segunda se estende de 30 a.C. a 642 d.C., quando Alexandria foi destruída pelos árabes. As diferenças claras entre esses dois períodos explica a variedade e a imprecisão do sentido de anexar ao termo "”Escola Alexandrina”".
No primeiro período, a atividade intelectual era de natureza literária e científica. Foi uma tentativa para continuar e desenvolver, sob novas condições, a antiga cultura helênica. Este esforço foi particularmente visível sob os primeiros Ptolomeus. Quando nos aproximamos do século I a.C., a escola de Alexandria começou a fragmentar-se e perder a sua individualidade. Isso se deveu em parte ao estado de governo sob os Ptolomeus que se seguiram, em parte para a formação de novos círculos acadêmicos em Rodes, na Síria e em outros lugares. Esta dissolução gradual intensificou-se quando Alexandria caiu sob o domínio romano.
À medida que a influência da escola estendeu-se sobre todo o mundo greco-romano, estudiosos começaram a concentrar-se em Roma, em vez de Alexandria. Em Alexandria, no entanto, houve novas forças em operação que produziram uma segunda e grande explosão da vida intelectual. O novo movimento, que foi influenciado pelo judaísmo e pelo cristianismo, resultou na filosofia especulativa dos neoplatônicos e da filosofia religiosa dos gnósticos e pais da igreja primitiva.
Neste momento então surgem, por conseguinte, no cenário duas escolas alexandrinas distintas uma do outra. A primeira é a ”Escola Alexandrina de Poesia e Ciência”, a outra é a ”Escola Alexandrina de Filosofia”. O termo "escola", no entanto, não quer dizer que fosse uma companhia de pessoas unidas por princípios ou por ideias comuns. Na literatura as suas atividades foram muito variadas, pois eles tinham em comum apenas um certo espírito ou forma. Não havia um sistema definido de filosofia. Mesmo nas escolas posteriores de filosofia não havia propriamente uma comunidade de tendências ou de princípios fixos.

## Literatura e lática
Sob qualquer contexto, a literatura parece ter sido uma consequência da perda de nacionalidade da independência grega. As grandes obras gregas surgiram como os produtos de uma nova natureza de vida e da perfeita liberdade de pensamento. Todos os seus hinos, poemas épicos e histórias estavam ligados à sua individualidade como povo livre que era. Mas a conquista macedônia, provocou uma dissolução desta vida grega tanto para os comuns como para os políticos. No total, o espírito genial do pensamento grego desapareceu quando a liberdade se perdeu. Um substituto para essa originalidade foi encontrado em Alexandria, tanto nas pesquisa aprendidas, como no amplo conhecimento que detinham ali. Para dispor de meios para a aquisição de informações, os alexandrinos encontraram na literatura, esta nova direção. Sem a cultura, que poderia excitar um verdadeiro espírito de poesia, eles se dedicaram a pesquisas cuidadosas em todas as artes subordinadas à literatura apropriada. Eles estudaram a crítica, a gramática, a prosódia e a métrica, as antiguidades e a mitologia. Os resultados destes estudos aparecem constantemente em seus escritos e apontamentos. Suas obras nunca são nacionais, nunca dirigida a um povo, mas a um círculo de homens sábios. O próprio fato de estarem sob a proteção e a soldo de um monarca absoluto, comprometia o caráter de sua literatura. Outro fato é que um mesmo escritor era distinguido, com frequência, em várias disciplinas específicas. Os poetas mais famosos eram, ao mesmo tempo, homens de cultura e ciência, eram críticos, eram antiquários, eram astrônomos ou médicos. Para esses autores a forma poética era meramente um veículo conveniente para a exposição das artes e das ciências.
As formas de poesia, cultivadas pelos alexandrinos foram principalmente a épica e lírica, ou elegíaco. Contrapondo-se aos grandes épicos, ganha lugar também os poemas históricos e as poesias didáticas, fossem épicas ou expositivas. Os temas dos épicos históricos foram, em geral sobre alguns mitos conhecidos, onde o escritor poderia mostrar toda a extensão de sua aprendizagem e seu perfeito domínio do verso. Estes poemas, valiosos como repertórios de antiguidades, tinham muitas vezes, um estilo ruim, e muita paciência seria é necessária para esclarecer as numerosas e obscuras alusões. O melhor exemplar existente é o Argonautica de Apolônio de Rodes, a mais característica é o Alexandra ou Cassandra do poeta trágico, gramático, e comentarista Licofron, de Cálcis, na Eubeia e cuja obscuridade é quase que como proverbial.
Os temas dos épicos didáticos eram muito numerosos demonstravam uma estreita dependência do conhecimento especial possuído pelos escritores, que usaram o verso como uma forma de desdobramento de suas informações. Alguns, como o poema perdido de Calímaco de Cirene, se fixavam na origem dos mitos e rituais religiosos, outros tinha sua relação com as ciências especiais. Assim, temos dois poemas de Arato, que, apesar de ser um não residente em Alexandria, foi tão completamente imbuído daquele espírito que acabou por tomar parte na escola, o primeiro é um ensaio sobre astronomia e o outro é relativo à época propriamente. Nicandro de Cólofon também nos deixou dois épicos, o primeiro discorre sobre remédios contra os venenos, o outro é sobre as picadas de animais peçonhentos. Eufórion de Cálcis e Riário de Creta escreveram épicos mitológicos. O espírito de todas as suas produções é o resultado daquilo que aprenderam em suas pesquisas. Distinguem-se pela forma artística, pela pureza de expressão e pela atenção ao rigorismo da métrica e da prosódia, qualidades que, no entanto, boas em si mesmas, não compensaram, por falta de orientação especulativa, a originalidade.
Em sua poesia lírica e elegíaca há muito o que se admirar. Os extratos existentes não são desprovidos de talento ou de expressão. No entanto, na maioria das vezes, eles nem dizem respeito a assuntos incapazes de tratamento poético, onde o esforço do escritor está em expor a obra por completo e não necessariamente em prover o trabalho de traços poeticamente bonitos, ou então o esforço é gasto em temas curtos e isolados, geralmente míticos, e cujo caráter é expressivamente erótico. O mais antigo dos poetas elegíacos foi Imagemtas de Cos. Mas o mais ilustre foi, indubitavelmente, Calímaco de Cirene, sem dúvida o maior dos poetas alexandrinos. De suas numerosas obras continuam a existir para nós apenas alguns hinos e epigramas e alguns fragmentos de suas elegia s. Outros poetas líricos foram Fanocles, Hermesianato de Cólofon,Alexandre da Etólia e Alexander de Aetolia e Licofron, de Cálcis.
Algumas das melhores produções da escola eram foram seus epigramas. Vários deles sobreviveram, e a arte de compô-los era popular, como se poderia esperar da vida na corte dos poetas, cujos esforços constantes eram a concisão e a clareza na expressão. De caráter similar, foram as paródia s e poemas satíricos, dos quais os melhores exemplos foram o Silloi de Timão de Fliunte e o ” Kinaidoi ” de Sótades de Maroneia, na Trácia (ou Creta).
A poesia dramática parece ter tido tido um florescimento relativo e certa ou alguma importância. É de conhecimento a existência, em três ou quatro listas diferentes, dos sete grandes dramaturgos que compuseram a Plêiade Alexandrina. Suas obras estão perdidas. Um tipo mais cru do drama, o Canto amebiano, bucólico (ou pastoral) ou mímico, desenvolvido somente para o cenário da mais pura e genial poesia encontrou seus recôndito firme e apreciativo na escola de Alexandria, nos Idílios deTeócrito. Como o nome sugere esses poemas, suscitavam as mais variadas e airosas imagens que inspiravam a vida no frescor dos campos matizados do verdor da natural beleza e dos encantos sublimes da vida vespertina.
A poesia alexandrino teve uma poderosa influência sobre a literatura romana. Que a literatura, especialmente em tempos de Augusto (27 a.C. a 14 d.C.), só pode ser compreendida pela apreciação do caráter da escola de Alexandria. Os historiadores deste período foram numerosos e prolíficos. Muitos deles, como Clitarco de Alexandria, dedicaram-se à vida e às realizações de Alexandre, o Grande. Os nomes mais conhecidos são os de Timeu e Políbio.
Antes que os alexandrinos tivessem começado a produzir suas obras originais, suas pesquisas foram direcionadas para as obras-primas da literatura grega antiga. O entendimento que tinham é o de que a literatura deveria ser a potência no mundo, tinham que entregá-la para a posteridade de uma forma capaz de ser compreendida. Esta foi a tarefa iniciada e realizada pelos críticos alexandrinos. Estes homens não se limitaram a coletar obras, mas procuraram organizá-las, a submeter seus textos à crítica, para explicar qualquer alusão ou referência, do que, mais tarde, poderia tornar-se obscuro. Eles estudaram a disposição dos textos; a grafia, as teorias das formas e da sintaxe; a explicações tanto de palavras ou de coisas, e a emissão de julgamentos ( crítica ) sobre os autores e suas obras, incluindo todas as dúvidas quanto à autenticidade e integridade do escrito.
Os críticos necessitavam de uma ampla gama de conhecimentos e desta exigência surgiu a gramática, a prosódia, a lexicografia, a mitologia e a arqueologia. O serviço prestado por esses críticos é inestimável. A eles não devemos apenas a posse das maiores obras do intelecto grego, mas uma posse maior que é o estado legível. Os críticos mais célebres foram Zenodotus; Aristófanes de Bizâncio, a quem devemos a teoria de acentos gregos; Crates de Mallus e Aristarco da Samotrácia, o corifeu de críticas. Outros eram Licofron, Eratóstenes de Cirene, Calímaco de Cirene e muitos de uma época posterior, para a escola crítica sobrevivendo durante muito tempo o literário. Pode ser mencionado também Dionísio Trácio, o autor da primeira gramática científica para o grego.

## Ciências
Estes trabalhos filológicos foram de grande importância indireta, pois levou ao estudo das ciências naturais e, em particular, a um conhecimento mais preciso da geografia e da história. Uma atenção e consideração especial foi a retribuição ─ merecida ─ à antiga história da Grécia, e todos os mitos relativos à fundação de seus estados e localidades. Uma grande coleção de informações curiosas observa-se no contido na Biblioteca (Pseudo-Apolodoro). Eratóstenes foi o primeiro a escrever sobre a geografia física, ele também tentou pela primeira vez elaborar um quadro cronológico dos faraós egípcios e dos acontecimentos históricos da Grécia. As ciências da matemática, astronomia e medicina também foram cultivadas com assiduidade e sucesso em Alexandria, mas não têm ali a sua origem, e não o fez, no sentido estrito, parte peculiar da literatura de Alexandria. O fundador da escola de matemática foi o célebre Euclides, entre os seus estudiosos contam-se Arquimedes, Apolônio de Perga, autor de um tratado sobre cónicas; Eratóstenes, a quem devemos a primeira medição da terra, e Hiparco, o fundador da “teoria do epicíclica dos céus”, mais tarde chamado de o sistema de Ptolomeu, a partir do seu expositor mais famoso, Cláudio Ptolomeu. Alexandria continuou a ser referenciada como uma escola de matemática e ciências muito tempo depois da era cristã. A ciência da medicina teve ilustres representantes em Herófilo e Erasístrato, os dois primeiros grandes anatomistas. Assim, gradativamente, os estudiosos das ciências exatas, os físicos, matemáticos, astrônomos, geógrafos, como Aristarco de Samos, Cláudio Ptolomeu, entre outros, devotados à medicina, à geometria, à astronomia etc., deixaram de lado todos os tipos de especulação metafísica, e dedicaram-se inteiramente às observações.

## Filosofia
Após a conquista romana, a literatura pura passou a ser maiormente referenciada em Roma ao invés de Alexandria. Mas, em Alexandria durante algum tempo houve tendências e movimentos, e estes, entraram em contato com grandes mudanças espirituais do mundo, produziram assim uma segunda explosão na atividade intelectual, que ficou, geralmente, conhecida como a ”Escola Alexandrina da Filosofia”.
As doutrinas desta escola eram uma fusão das corrente do pensamento do Oriente e do Ocidente, e combinaram em si, a proporção dos diferentes elementos das filosofias helenística e judaica. A cidade de Alexandria havia se tornado, progressivamente, o terreno neutro entre Europa, Ásia e África. Sua população, em seguida, como nos dias de hoje, era uma soma heterogênea de todas as raças.

### Judaísmo helenístico
Alexandre tinha plantado uma colônia de judeus que haviam aumentado em número até que, no início da era cristã, chegou a ocupar dois quintos da cidade e deter alguns dos mais altos cargos. O contato da teologia judaica com a especulação grega tornou-se o grande problema do pensamento. As ideias judaicas sobre a autoridade divina e suas teorias transcendentais de conduta, eram particularmente atraentes para os pensadores gregos, que não encontraram inspiração no intelectualismo contumaz da filosofia helenística. Ao mesmo tempo, os judeus tinham, em certa medida, deixando fora sua exclusividade, estavam preparados para comparar e contrastar a sua velha teologia com a cultura cosmopolita. Assim, a doutrina helenística de revelação pessoal poderia ser combinada com a tradição judaica, como sendo uma teologia completa revelada um povo especial. O resultado foi a aplicação de um sistema puramente filosófico para o corpo um tanto vago e desorganizado da teologia judaica. De acordo com a predominância relativa destes dois elementos surgiu o Gnosticismo, apatrística, e as escolas filosóficas do Neopitagorismo e do Neoplatonismo.
A exemplificação primeira e concreta disto é o que se encontra em Aristóbulo (c. 160 a.C.). Neste momento os judeus estão em defesa de sua causa, o grande nome é o de Filo. Ele assenhorou-se da teoria metafísica dos gregos, e, pelo método alegórico, interpretou-as de acordo com a Revelação judaica. Ele lidou com
- (a) A vida humana explicada pela natureza relativa da Humanidade com Deus;
- (b) A natureza divina e a existência de Deus;
- (c) A grande doutrina do Logos, explica a relação entre Deus e o universo material.

A partir destes três argumentos, ele desenvolveu um sincretismo do misticismo oriental e da metafísica grega.

### Escola neoplatônica de Alexandria
Fundado no transcurso do século III, em Alexandria, por Amônio Saccas, o neoplatonismo não era apenas uma manifestação tardia do Platonismo, mas também uma combinação das doutrinas filosóficas de Pitágoras, Aristóteles e Zenão de Cítio.
Teve seu maior representante na pessoa de Plotino e o discípulo deste, Porfírio. Em 244 teve a sua difusão em Roma. Depois de Plotino, Porfírio tomou a frente da escola, depois deste surgiram outros importantes representantes, como Jâmblico, na Síria, Edésio da Capadócia, em Pérgamo, Plutarco, em Atenas e posteriormente Proclo.
Pode-se entender que primeira filosofia pura da escola de Alexandria foi Neopitagorismo e o Neoplatonismo foi a segunda e última. Suas doutrinas eram uma síntese doplatonismo, estoicismo e mais tarde o aristotelismo com uma dose de misticismo oriental, que gradualmente tornou-se cada vez mais preponderante. O mundo em que eles falavam havia começado a exigir uma doutrina de salvação para satisfazer a alma humana. Eles se esforçaram para lidar com o problema do bem e do mal. Eles, portanto, dedicaram-se a examinar a natureza da alma, e ensinaram que a liberdade consiste na comunhão com Deus, o que podia ser alcançado pela absorção [ou introspecção]. Esta doutrina atingiu seu auge com Plotino; seguidores posteriores enfatizaram a teurgia em seu combate bem sucedido com o cristianismo. Finalmente, esta teosofia pagã foi conduzida a partir de Alexandria de volta para Atenas sob Plutarco de Atenas e Proclo, e ocupou-se largamente nos comentários baseados principalmente na tentativa de reorganizar a filosofia antiga, em conformidade com o sistema de Plotino. Esta escola terminou sob Damáscio, o Ateniense (discípulo de Amônio de Hérmias ), quando Justiniano I, em 529, através de um édito, fechou as escolas atenienses, em 529. Damáscio (462-538) foi por assim e de fato o último representante do Neoplatonismo em Atenas, como diretor daquela academia. Para fugir à perseguição de Justiniano, ele e Simplício da Cilícia, buscaram refúgio na Pérsia, o seu mais proeminente discípulo, Siriano de Alexandria, deu prosseguimento ao trabalho do mestre por uma quantidade de tempo significativa.
A escola de Alexandria, após a morte por apedrejamento de Hipatia, em 415, subsistiu por um certo tempo, mesmo que um tanto afastado de suas origens doutrinárias. Um de seus discípulos Sinésio de Cirene, bispo de Ptolemaida acabou sucumbindo ao cristianismo, e de cujos escritos, se pode evidenciar uma certa compatibilidade de ideias cristãs e neoplatônicas.
O Neoplatonismo teve um efeito considerável sobre certos pensadores cristãos, no início do século III. Entre estes os mais importantes foram Clemente de Alexandria e Orígenes. Clemente, como um estudioso e um teólogo, tratou de unir a mística do neoplatonismo com o espírito prático do cristianismo. Ele combinou o princípio da vida pura com a do pensamento livre, e considerou que a instrução deve considerar a capacidade mental do ouvinte.

## Influências posteriores
O modelo e métodos empregados, bem como o estudo discursivo, comparativo e alegórico das escolas greco-romanas, influenciaria os círculos intelectuais da Renascença e, sobremaneira aos humanistas italianos que, enamorados do idealismo platônico, levariam para Florença os estudos e ensinamentos praticados na Academia Platônica e as antigas tradições do academicismo greco-latinas do platonismo, do Médio platonismo, do pitagorismo,Neopitagorismo e das Antigas Escolas Filosóficas da antiguidade, a exemplo das escolas antigas como a Universidade de Constantinopla, a Escola de Filosofia de Atenas, etc.
Este conjunto de estudos e práticas já havia sido objeto de orientação para outros filósofos ocidentais, como por exemplo Alain de Lille, Pedro Abelardo, Johannes Scotus Eriugena, mas nascia [ou renascia], agora de uma forma acadêmica, na Europa ocidental, o neoplatonismo renascentista, e foi através de Cosimo de Médici (talvez) influenciado filósofo Gemisto Pletão, quem fundou Academia Platônica Florentina em 1442 e a confiou, em 1446 à sua direção ao médico e teólogo, Marsilio Ficino. Nesta Academia se estudava a filosofia platônica, o neoplatonismo, humanismo, literatura, ciências, poesia e as artes em geral. Estudavam-se as obras dePlatão, Porfírio, Plotino, Galeno, Hipócrates, Aristóteles, Averróis, Avicena, Dionísio, o Areopagita, Hermes Trismegisto etc. Os ensinamentos de Ficino eram uma síntese da Filosofia cristã com a filosofia platônica, a defesa da imortalidade da alma e a divindade de Cristo. Ao mesmo tempo, em roma, tinha vida e irradiava seu esplendor a Academia Romana, fundada por Pomponio Leto (que por sua vez havia estudado com Lorenzo Valla), cujo infortúnio a levaria a ser conhecida, principalmente, pela conspiração, desbaratada, contra o papa Paulo II (1464 - 1471). Os nomes mais ilustres desta Academia Romana, foram Conrado Celtis, Bartolomeo Platina, Filippo Buonaccorsi, Giovanni Sulpizio de Veroli, etc. Estas academias eram estruturadas ao tipo "academia platônica". S. 82 

### As escolas filosóficas literárias
Conrado Celtis, estudou em ambas escolas, depois viajou para diversos países, para aprimorar seus estudos, ele foi para Erfurt, Rostock, Leipzig, etc. Em Heidelberg, ele recebeu instrução de Johann Dalberg e de Rudolf Agrícola. Ele era, por assim dizer, o mais brilhante e entusiasta dos humanistas da época, além de um preclaro filósofo, e também um dos mais brilhantes poetas latinos. Foi ele que encabeçou um movimento que mais tarde culminaria na formação das Escolas Filosóficas ou Escolas filosóficas literárias, e que não eram contudo, apenas escolas literárias, ou mesmo um movimento filosófico apenas, e sim algo que culminou com a criação de confrarias ou sociedades que favoreceriam e promoveriam o estudo teológico, filosófico, científico, etc. Estas escola tiveram a sua aparição primeira na Alemanha e Áustria.
Celtis abriu quatro confrarias ou escolas filosóficas literárias: A Sociedade literária Vistuliana, com sede na Cracóvia; a Sociedade literária Renana, com sede em Maiz; a Sociedade literária húngara, com sede em Bratislava e a mais influente de todas, a Sociedade literária Dunubiana, com sede em Viena. Elas foram, a partir de seu protótipo original, o modelo de criação das futuras academias de ensino e aprendizagem, dando origem assim ao academicismo. Estabelecendo a metodologia didática de ensino tal qual a conhecemos hoje, salvaguardando as alterações pertinentes de cada época, século ou modus operandi.

### O cabalismo cristão
Precursor das escolas literárias foi o chamado cabalismo cristão que tendia a uma unificação, confrontação ou explicação dos livros sagrados através da Cabala. O principal expoente deste movimento foi Pico della Mirandola, Paolo Ricci, etc.